# София Кристина Луиза фон Бранденбург-Байройт
София Кристина Луиза фон Бранденбург-Байройт (на немски: Sofie Christiane Luise von Brandenburg-Bayreuth; * 4 януари 1710 във Веферлинген; † 13 юни 1739 в Брюксел) от род Хоенцолерн е маркграфиня от княжество Бранденбург-Байройт и чрез женитба княгиня на Турн и Таксис.
Тя е най-възрастната дъщеря, първото дете на маркграф Георг Фридрих Карл фон Бранденбург-Байройт (1688 – 1735) и принцеса Доротея фон Шлезвиг-Холщайн-Зондербург-Бек (1685 – 1761), дъщеря на херцог Фридрих Лудвиг фон Шлезвиг-Холщайн-Зондербург-Бек (1653 – 1728) и принцеса Луиза Шарлота фон Шлезвиг-Холщайн-Зондербург-Августенбург (1658 – 1740). На 3 декември 1716 г. нейните родители се развеждат.
Тя умира на 13 юни 1739 г. в Брюксел на 29 години и е погребана там във фамилната гробница в църквата Notre Dame du Sablons.

## Фамилия
София се омъжва на 11 април 1731 г. във Франкфурт на Майн за княз Александер Фердинанд фон Турн и Таксис (1704 – 1773), син на княз Анселм Франц фон Турн и Таксис (1681 – 1739) и съпругата му принцеса Мария Лудовика Анна Франциска фон Лобковиц (1683 – 1750). Тя е първата му съпруга. След два месеца нейният брат Фридрих се сгодява за Вилхелмина Пруска, сестра на Фридрих Велики. След две години Александер Фердинанд фон Турн и Таксис я задължава да стане католичка. Те имат децата:
- София Христина (1731 – 1731)
- Карл Анселм (1733 -1805), 4. княз на Турн и Таксис, женен I. на 3 септември 1753 г. за братовчедката си херцогиня Августа Елизабет фон Вюртемберг (1734 – 1787), II. 1787 г. (морганатически) за Елизабет Хилдебранд фон Трайн
- Луиза Августа Шарлота (1734 – 1735)
- Фридрих Август (1736 – 1755)
- Лудвиг Франц Карл Ламорал Йозеф (1737 – 1738)